# Харманський Станіслав Юліанович
Стані́слав-Анто́н Юліа́нович Харма́нський (*1861 — †бл. 1917) — український архітектор польського походження, жив і працював у Катеринославі (нині місто Дніпро). Молодший брат архітектора Здислава Харманського.

## Біографія
Станіслав-Антон Юліанович Харманський народився у 1861 році в родині катеринославського архітектора польського походження Едуарда Харманського (*1836 — †бл. 1910). 
Середню освіту отримав в Катеринославському реальному училищі, яке закінчив у 1881 році. У 1882-1887 роках навчався в Петербурзькому будівельному училищі, де отримав звання цивільного інженера і чин 10-го класу.
Після навчання повернувся до Катеринослава, де працював у будівельному відділенні на посаді молодшого інженера, а з 1890-х по жовтень 1914 року — катеринославським губернським інженером. Звільнився зі служби у зв’язку із хворобою.
Помер після революції, дата смерті невідома.

## Творчість
Застосовував форми необароко, неоготики та модернізованих історичних стилів. 
У 1890 році був членом комісії з будівництва Англійського клубу (нині — Будинок офіцерів на вулиці Леніна, 3). У співавторстві з Леонідом Бродницьким спроектував будинок Аудиторії Комісії народних читань (нині — вулиця Князя Володимира Великого, 42). Проект спорудженого у 1895–1896 роках у неокласичному стилі будинку архітектори виконали безкоштовно — як благодійний внесок Товариству народних читань.

У 1897 році за проектом Харманского були побудовані дитячі ясла-притулок і школа Товариства піклування про жіночу освіту (вулиця Камчатська). У 1898 — у співавторстві з петербурзьким архітектором Ігнатієм Горленським — спроектував і збудував Літній театр у Міському саду. Це був двоповерховий дерев'яний «теремок» з башточками — один із найбільших залів міста. Будівля нагадувала декорацію до російських народних казок. Літній театр згорів в 1921 році, про що зберігся запис в щоденнику місцевого жителя Анатолія Стародубова: 
|  | Весь день горів Літній театр в Міському саду і дотла згорів ... Після уроків бігав дивитися. |

У 1899-1901 роках здійснював технічний нагляд за будівництвом Катеринославського вищого гірничого училища (проект Олексія Бекетова). Також виконав переобладнання Потьомкінського палацу для потреб училища і спроектував комплекс тимчасових будинків для забезпечення будівництва (останній «тимчасовий» будинок цього комплексу було знесено вже у ХХІ столітті). Він же був куратором на будівництві хімічного та головного корпусів училища.
На початку 1900-х років спроектував новий комплекс земської лікарні у місті Новомосковськ. Він же є найбільш імовірним автором завершеного у 1909 році нового корпусу Новомосковської повітової земської управи.
За проектом Харманського у 1900 році було розширено костел у Катеринославі. Також у 1904 році він виконав проект дворянського пансіону-притулку. А у 1910-1911 роках за його проектом у стилі модерн звели так званий «Будинок працьовитості» (нині — вулиця Леваневського, 15) для Катеринославського благодійного товариства. У двоповерховій прямокутній будівлі працювали безпритульні та інваліди. Головний фасад був прикрашений пишним декором, інші фасади були скромніші. Вигляд будівлі контрастував з його призначенням.